# Alexander Mills
Alexander Rud Mills (* 15. Juli 1885 in Forth (Tasmanien), Australien; † 8. April 1964 in Melbourne) war ein australischer Rechtsanwalt, Nationalsozialist und Buchautor (auch als Tasman Forth). Er war ein Anhänger des neuheidnischen Odinismus und einer der Gründer des Australia First Movement, das im Zweiten Weltkrieg mit dem Dreimächtepakt-Mitglied Japan kollaborierte.

## Leben und Wirken
Mills studierte an der Universität Melbourne und wurde 1917 Rechtsanwalt. Er war ein Studienkollege von Robert Menzies, einem der späteren Premierminister der Australian Labor Party, obwohl er neun Jahre älter war. Er heiratete Evelyn Louisa, mit der er zwei Kinder hatte. Er diente als Sanitäter in der AIF während des Ersten Weltkriegs in der Türkei und in Deutschland.
Er führte eine Reise von 1931 bis 1934 durch Europa unter religiösen und politischen Aspekten durch, bei der er sich mit dem britischen Nationalsozialisten Oswald Mosley von der British Union of Fascists und Arnold Leese von der Imperial Fascist League traf. 1933 sprach Mills mit Adolf Hitler über seine Thesen – die Hitler allerdings nicht interessierten –, und er traf auch General Erich Ludendorff. Eine weitere Korrespondenz mit Joseph Goebbels ist nachgewiesen. Als er 1934 nach Australien zurückkam, gründete er in Melbourne die The Odinic Rite of Australia, eine Kirche des nordisch-germanischen Neuheidentums.
1936 ging er nach Sydney, wo er eine Zeitschrift mit dem Titel National Socialist mit einer kleinen Auflage von 500 Exemplaren herausgab, die lediglich zweimal erschien. Die Artikel waren antisemitisch, und Mills verglich darin Kommunisten mit Juden in folgendem Originalzitat: „The friends of the Sowjet Russia, Jews and there dupes, fear Japan“ (deutsch: „Die Freunde der Sowjetunion, Juden und ihre Tölpel, fürchten Japan“).
Mills war ein führendes Mitglied des faschistoiden Australia First Movement und wurde als solches am 10. März 1942 verhaftet und bis zum 17. Dezember 1942 in dem Lager Loveday in South Australia interniert, bis ihn ein Gericht freiließ.
Die Anglecyn Church of Odin war explizit gegen andere christliche Religionen. Für Mills waren diese Religionen jüdische Propaganda zur Verbreitung ihrer Lehre, die indoktrinieren, personalisieren und eine Lehre verbreiten, die menschliche Schwächen anspricht.
Nach seiner Entlassung aus dem Internierungslager im Jahr 1942 betätigte er sich als Autor, schrieb acht Bücher und weitere Artikel zum Odinismus. Seine von ihm gegründeten Kirchenzellen lösten sich nach und nach auf.
Vorstellungen von Odinismus finden sich heute teilweise im australischen New Age wieder.

## Werke (Auswahl)
- And Fear Shall Be In The Way. Watson & Co, London 1933.
- Hael, Odin! Village Belle Press, Melbourne 1934.
- The First Guide Book to the Anglecyn Church of Odin. Forward Press, Sydney 1936.
- Ritual Book of the Moots of the Anglecyn Body. 1937.
- The Odinist Religion: Overcoming Judeo Christianity. Ruskin Press, Melbourne 1939.
- Law for the Ordinary Man. A. R. Johnson, Melbourne 1947.
- The Call of Our Ancient Nordic Religion. Northern World Pub., Coventry, England 1957.
- The Call of Our Nordic Religion – Reflections on the Theological Content of the Sagas. Northern World Pub., Calcutta 1957.